# چویپتلووو
چویپتلووو (به بلغاری: Chuypetlovo) روستایی در بلغارستان است که در استان پرنیک واقع شده‌است. چویپتلووو ۴۰ نفر جمعیت دارد و ۱٬۴۳۶ متر بالاتر از سطح دریا واقع شده‌است.